# Chrioloba olivescens
Chrioloba olivescens är en fjärilsart som beskrevs av George Francis Hampson 1902. Chrioloba olivescens ingår i släktet Chrioloba och familjen mätare. Inga underarter finns listade i Catalogue of Life.